# La Légende de Zatoïchi : La Vengeance
Série Zatoichi
La Légende de Zatoïchi : Voyage en enfer
(1965) La Légende de Zatoïchi : Le Pèlerinage
(1966)
Pour plus de détails, voir Fiche technique et Distribution.
La Légende de Zatoïchi : La Vengeance (座頭市の歌が聞える, Zatōichi no uta ga kikoeru) est un film japonais réalisé par Tokuzō Tanaka et sorti en 1966. C'est le 13e film de la série des Zatoïchi.

## Synopsis
Zatoichi (Ichi) aide un homme nommé Tamekichi qui a été attaqué par un yakuza. Tamekichi demande à Zatoichi de donner un portefeuille à sa famille juste avant sa mort, ce dernier se rend à Ichinomiya pour restituer l'objet à la famille du défunt,.

## Fiche technique
- Titre : La Légende de Zatoïchi : La Vengeance
- Titre original : 座頭市の歌が聞える (Zatōichi no uta ga kikoeru?)
- Titres anglais : Zatoichi's Vengeance - Zatoichi: The Blind Swordsman's Vengeance[4]
- Réalisation : Tokuzō Tanaka
- Scénario : Hajime Takaiwa (ja), d'après une histoire de Kan Shimozawa
- Producteur : Ikuo Kubodera
- Société de production : Daiei
- Musique : Akira Ifukube
- Photographie : Kazuo Miyagawa
- Montage : Kanji Suganuma
- Décors : Yoshinobu Nishioka (ja)
- Pays d'origine :  Japon
- Langue originale : japonais
- Format : couleur - 2,35:1 - 35 mm - son mono
- Genre : chanbara - jidaigeki
- Durée : 83 minutes[5] (métrage : huit bobines - 2 259 m[5])
- Date de sortie :
  - Japon : 3 mai 1966[5]

## Distribution
- Shintarō Katsu : Zatoïchi (Ichi)
- Shigeru Amachi : Genpachiro Kurobe
- Jun Hamamura : prêtre aveugle
- Mayumi Ogawa : Ochō / Oshino
- Kei Satō : Gonzō